# ديفيد بريتشارد
ديفيد بريتشارد (بالإنجليزية: David E. Pritchard) (و. 1941 – م) هو فيزيائي، وأستاذ جامعي من الولايات المتحدة الأمريكية . ولد في نيويورك .
وهو عضواً في الأكاديمية الوطنية للعلوم، والأكاديمية الأمريكية للفنون والعلوم .

## مناصب وهيئات
أدار معهد ماساتشوستس للتكنولوجيا.

## جوائز
حصل على جوائز منها:
- جائزة ماكس بورن [الإنجليزية]‏ (2004)
- Arthur L. Schawlow Prize in Laser Science [الإنجليزية]‏ (2003).